# 照原
照原是唐代六詔（大約在今中國雲南一帶）之一的蒙雟詔的王。他在父親佉陽照死後繼位，在位年期不明，大約處於唐玄宗時期。

## 生平
他後來失明，當時其子原羅在南詔當人質，南詔王歸義（皮邏閣）欲吞併蒙雟詔，把原羅放還蒙雟詔，國人立原羅為王。數月後，南詔指使人殺死照原，驅逐原羅，吞併了蒙雟詔。
| 前任： 佉陽照 | 六詔蒙雟詔王 | 繼任： 原羅 |